# Kiên Giang
Kiên Giang là một tỉnh cũ ven biển thuộc vùng Đồng bằng sông Cửu Long, Việt Nam.
Phần lớn diện tích Kiên Giang ngày nay bao gồm thành phố Rạch Giá và toàn bộ tỉnh Hà Tiên cũ. Đây là tỉnh có diện tích lớn nhất vùng Tây Nam Bộ và lớn thứ hai ở Nam Bộ (sau Bình Phước). Tuy nhiên, vào thời nhà Nguyễn toàn bộ diện tích tỉnh Kiên Giang ngày nay đều thuộc tỉnh Hà Tiên. Tỉnh lị của tỉnh hiện nay là thành phố Rạch Giá cách Cần Thơ khoảng 120 km và Thành phố Hồ Chí Minh khoảng 250 km. Là tỉnh nằm trong vùng kinh tế trọng điểm vùng đồng bằng sông Cửu Long.
Năm 2018, Kiên Giang là đơn vị hành chính Việt Nam đông thứ 11 về số dân, xếp thứ 19 về Tổng sản phẩm trên địa bàn (GRDP), xếp thứ 31 về GRDP bình quân đầu người, đứng thứ 39 về tốc độ tăng trưởng GRDP. Với 1.723.067 người dân , GRDP đạt 101.887,58 tỉ Đồng (tương ứng với 4,4 tỉ USD), GRDP bình quân đầu người đạt 58,13 triệu đồng (tương ứng với 2.527 USD), tốc độ tăng trưởng GRDP 2021 đạt 0,58%.
Ngày 12 tháng 6 năm 2025, Quốc hội thông qua Nghị quyết số 202/2025/QH15 về việc sắp xếp đơn vị hành chính cấp tỉnh năm 2025, theo đó tỉnh được giải thể để sáp nhập vào tỉnh An Giang.

## Địa lý

### Vị trí địa lý

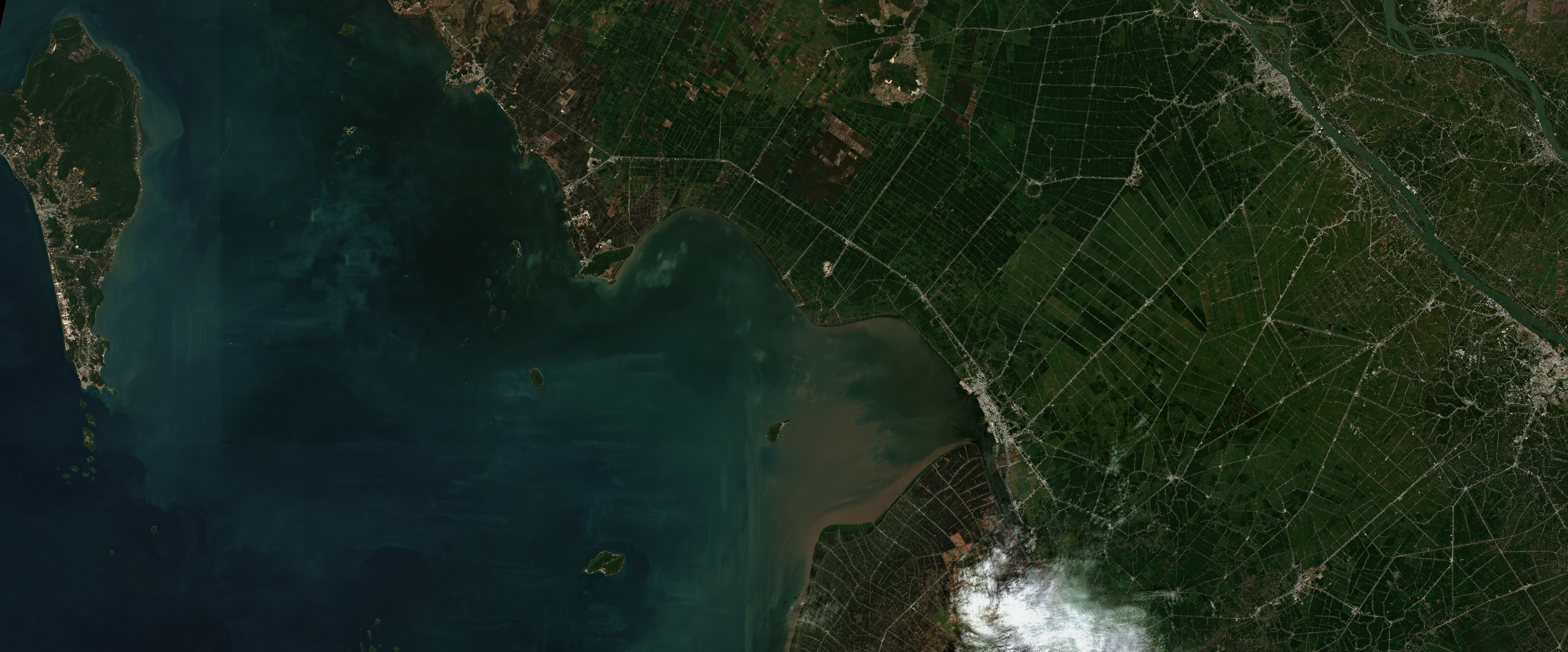
Ảnh vệ tinh khu vực Kiên Giang

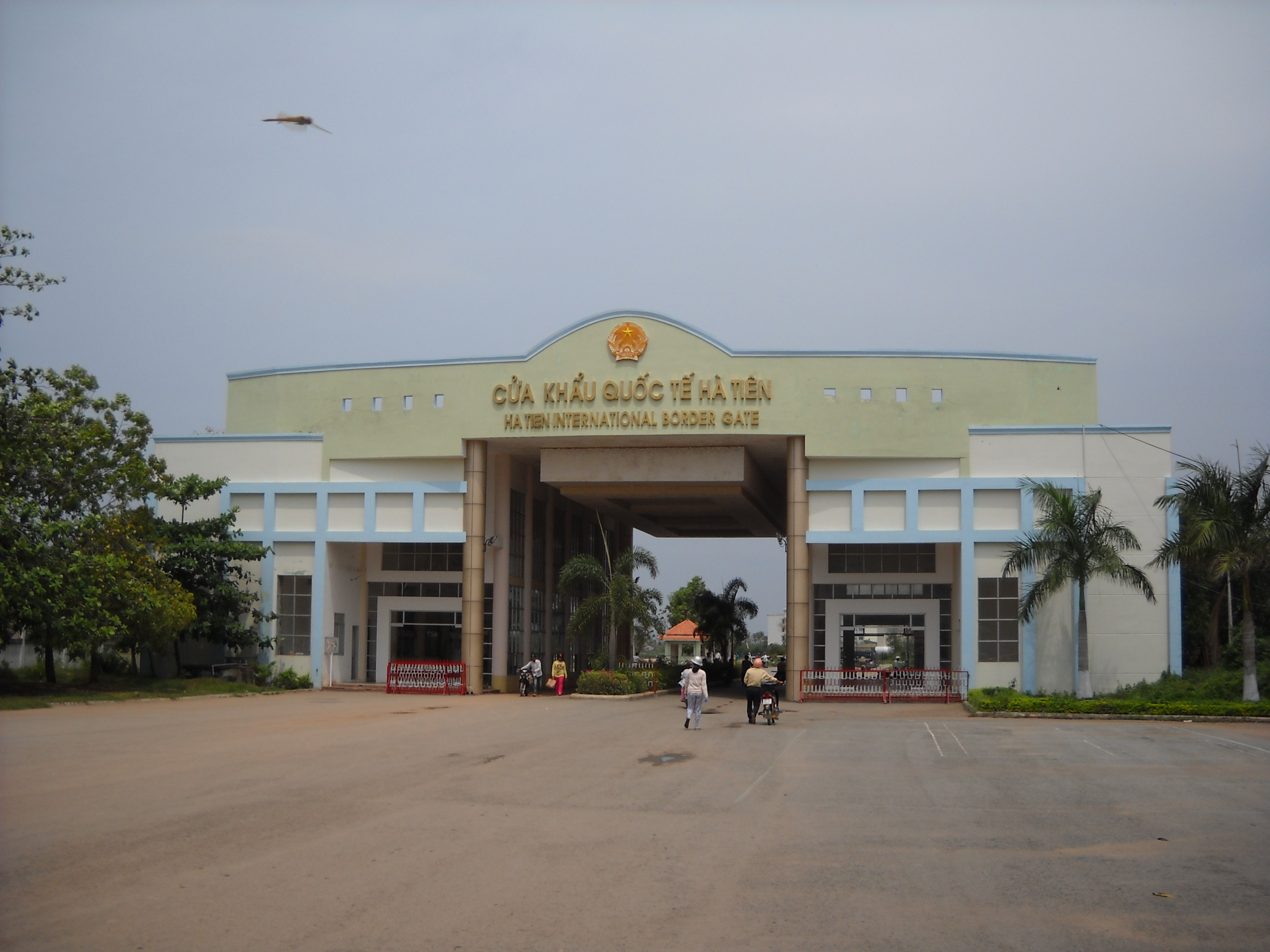
Cửa khẩu Quốc tế Hà Tiên

Kiên Giang nằm tận cùng phía Tây Nam của Việt Nam, trong đó lãnh thổ bao gồm đất liền và hải đảo. Phần đất liền nằm trong tọa độ từ 9°23'50" - 10°32'30" vĩ Bắc và từ 104°26'40" - 105°32'40" kinh Đông.
Tỉnh Kiên Giang có vị trí địa lý:
- Phía bắc giáp tỉnh Kampot của Campuchia, đường biên giới dài 56,8 km[10]
- Phía nam giáp tỉnh Cà Mau
- Phía tây giáp vịnh Thái Lan với đường bờ biển dài 200 km
- Phía đông giáp tỉnh An Giang, tỉnh Hậu Giang, tỉnh Bạc Liêu và thành phố Cần Thơ.

Phần hải đảo nằm trong vịnh Thái Lan bao gồm hơn 100 hòn đảo lớn nhỏ, trong đó lớn nhất là đảo Phú Quốc và xa nhất là quần đảo Thổ Chu, tập trung thành 5 quần đảo là quần đảo Hà Tiên (Hải Tặc), quần đảo Bà Lụa, quần đảo An Thới, quần đảo Nam Du và quần đảo Thổ Chu.
Cực Bắc thuộc địa phận xã Tân Khánh Hoà, huyện Giang Thành.
Cực Nam nằm ở xã Vĩnh Phong, huyện Vĩnh Thuận.
Cực Tây tại phường Mỹ Đức, thành phố Hà Tiên
Cực Đông nằm ở xã Hoà Lợi thuộc địa phận huyện Giồng Riềng.
Trung tâm tỉnh là thành phố Rạch Giá, cách Thành phố Hồ Chí Minh 250 km về phía Tây. Kiên Giang tiếp giáp Campuchia ở phía Bắc với đường biên giới dài 54 km. Vịnh Thái Lan ở phía Tây có đường bờ biển dài hơn 200 km. Ngoài ra Kiên Giang có hơn 100 đảo lớn nhỏ.
Kiên Giang nằm ven biển thuộc phía Tây Nam của Việt Nam, là vùng đất thuộc trấn Hà Tiên cũ do Tổng trấn Mạc Cửu khai phá vào thế kỷ 17. Đầu thế kỷ 18, Mạc Cửu được chúa Nguyễn thuần phục. Vào thời vua Minh Mạng Hà Tiên là một trong sáu tỉnh Nam Kỳ. Sau năm 1975 thành lập tỉnh Kiên Giang cho đến ngày nay.
Kiên Giang được nhiều người biết đến là vùng đất văn hóa và du lịch nổi tiếng bậc nhất ở khu vực Đồng bằng sông Cửu Long. Cảnh đẹp của Kiên Giang ngày xưa từng được ca ngợi qua "Hà Tiên thập vịnh". Đến ngày nay Kiên Giang được nhiều người biết đến qua danh thắng du lịch nổi tiếng là Hòn Phụ Tử (gãy hòn Phụ, còn hòn Tử) và đảo Phú Quốc. Ngoài ra, Kiên Giang còn có tiềm năng kinh tế với nguồn lợi vô cùng to lớn về thủy sản. Tỉnh lỵ của Kiên Giang là thành phố Rạch Giá, một trong hai thành phố biển ở Đồng bằng sông Cửu Long (Hà Tiên & Rạch Giá).
Kiên Giang có vị trí chiến lược quan trong, nằm trong vùng vịnh Thái Lan, gần với các nước thuộc Đông Nam Á như Campuchia, Thái Lan, Malaysia, Singapore, Chính vì vậy Kiên Giang có nhiều điều kiện thuận lợi trong việc mở rộng giao lưu kinh tế với các nước trong khu vực, đồng thời đóng vai trò cầu nối các tỉnh miền Tây Nam Bộ với bên ngoài.

### Điều kiện tự nhiên

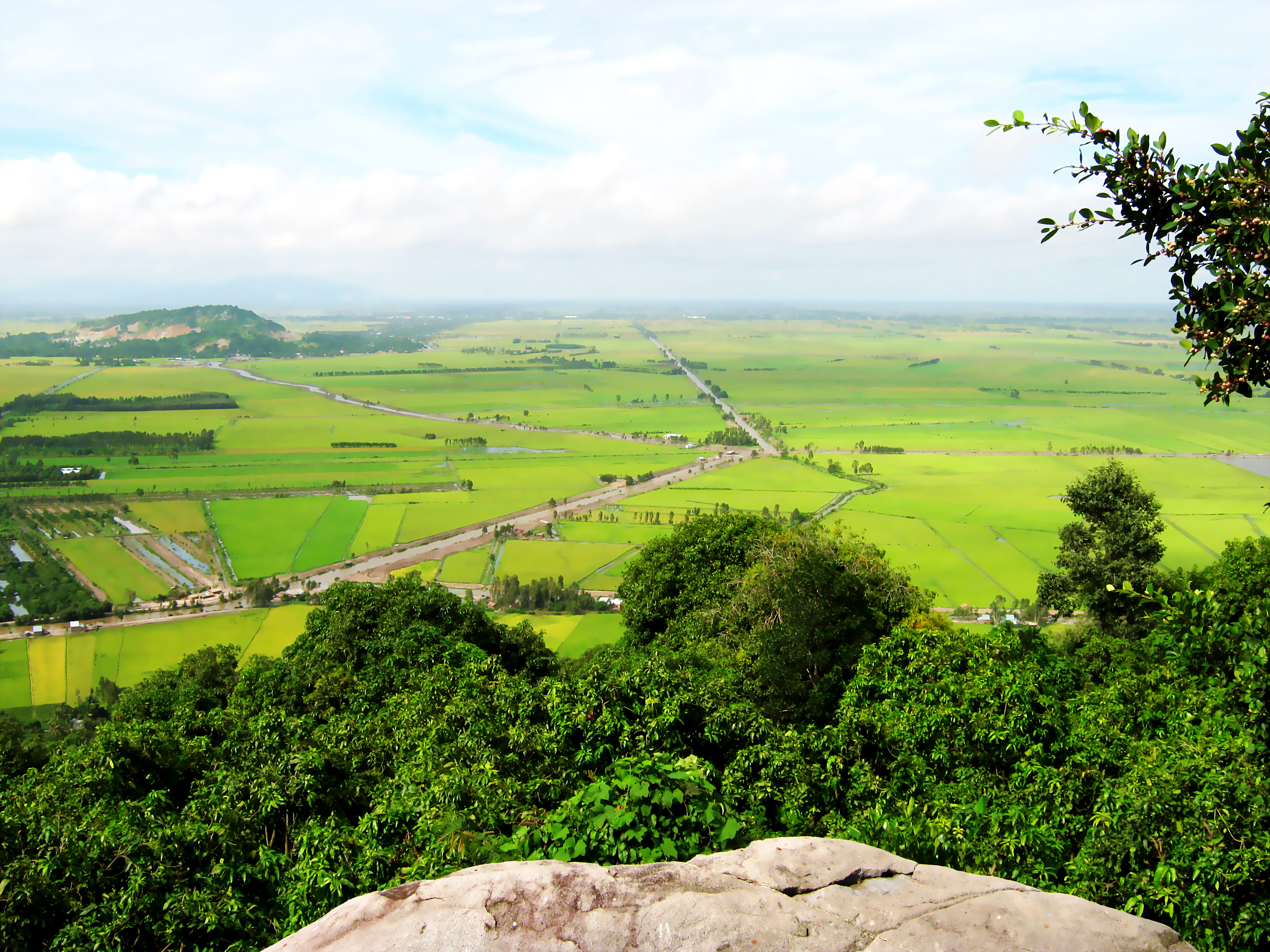
Một cánh đồng rộng lớn tại Hòn Đất

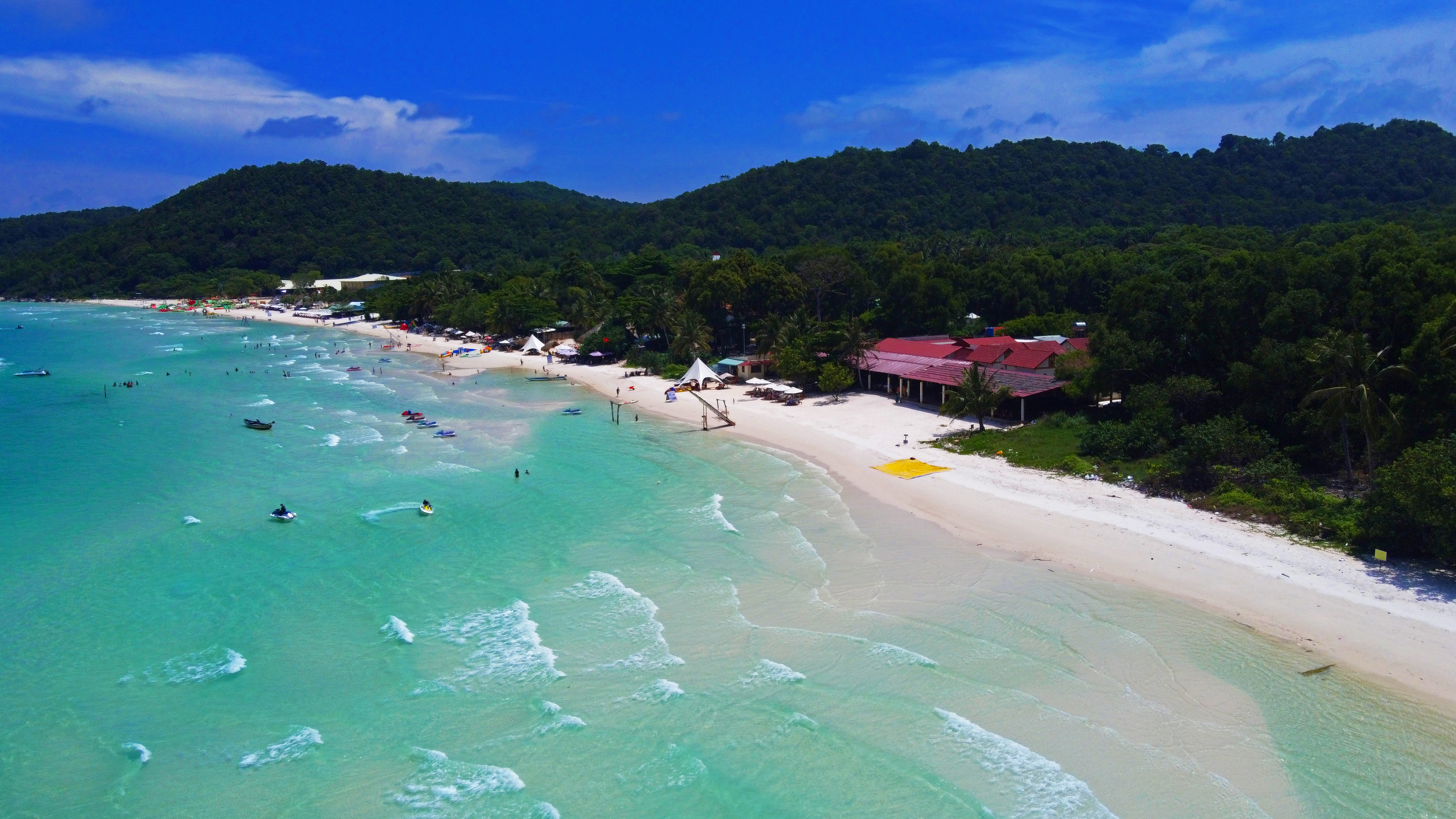
Bãi Sao ở Phú Quốc

Kiên Giang có đủ các dạng địa hình từ đồng bằng, núi rừng và biển đảo. Trong đó, phần đất liền có địa hình tương đối bằng phẳng, thấp dần từ đông bắc xuống tây nam. Do nằm ở vĩ độ thấp và giáp biển nên Kiên Giang có khí hậu nhiệt đới gió mùa, nóng ẩm quanh năm nhiệt độ trung bình hàng tháng từ 27 – 27,50C. Kiên Giang không chịu ảnh hưởng trực tiếp của bão nhưng lượng nước mưa do bão chiếm một tỷ trọng đáng kể, nhất là vào cuối mùa mưa. Mùa mưa bắt đầu từ tháng 4 đến tháng 11, mùa khô từ tháng 12 đến tháng 3 năm sau. Lượng mưa trung bình hàng năm khoảng 1.600 – 2.000 mm ở đất liền và 2.400 – 2.800 mm ở vùng đảo Phú Quốc. Khí hậu Kiên Giang rất ít thiên tai, không rét, không có bão đổ bộ trực tiếp, ánh sáng và nhiệt lượng dồi dào, nên rất thuận lợi cho nhiều loại cây trồng và vật nuôi sinh trưởng.
Kiên Giang có 4 vùng đất đai chính là vùng phù sa ngọt thuộc tây sông Hậu, vùng phèn ngập lũ thuộc tứ giác Long Xuyên, vùng nhiễm mặn thuộc bán đảo Cà Mau và vùng đồi núi, hải đảo ở Phú Quốc và Kiên Hải. Trong đó, Đất nông nghiệp, chiếm 64,2% diện tích tự nhiên, đất rừng chiếm 122,8 nghìn ha, đất chuyên dùng 35,4 nghìn ha, đất ở 10,1 nghìn ha. Ngoài ra tỉnh còn có trên 70 nghìn ha đất hoang hoá và sản xuất chưa ổn định với hơn 25 nghìn ha vườn tạp. Rừng tại Kiên Giang rất ít, chủ yếu là rừng phòng hộ. Kiên Giang là tỉnh có tiềm năng khoáng sản tương đối lớn mặc dù đang ở mức thăm dò, nghiên cứu nhưng bước đầu đã xác định được 152 điểm quặng và 23 mỏ khoáng sản các loại khác. Trữ lượng đá vôi toàn tỉnh hiện có 440 triệu tấn, có khả năng khai thác 342 triệu tấn, trong đó trữ lượng khai thác công nghiệp là 235 triệu tấn, đủ nguyên liệu để sản xuất 4,6 triệu tấn clinker/năm trong suốt 40 năm. Than bùn, ước tính còn khoảng 150 triệu tấn .
Nền nông nghiệp của Kiên Giang là nông nghiệp trồng lúa nước. Đất canh tác không tập trung nhưng phần lớn phân bố ở ven các trung tâm huyện. Trên Quốc lộ 61 có một vùng trồng lúa ven nội ô huyện Giồng Riềng ngoài ra còn có đất canh tác của các gia đình nằm sâu trong những xóm nhỏ. Xen kẽ với việc trồng lúa nước là các loại hoa màu và một số cây có giá trị công nghiệp cao như dừa, khóm,...
Kiên Giang là tỉnh có nghề đánh bắt hải sản phát triển. Với bờ biển dài trên 200 km, có diện tích biển khoảng 63.000 km², Kiên Giang tiềm năng rất phong phú để phát triển kinh tế biển. Đây là một lĩnh vực mà tỉnh có lợi thế hơn hẳn so với nhiều tỉnh khác trong khu vực đồng bằng sông Cửu Long. Nước mắm Phú Quốc là một thương hiệu nước mắm nổi tiếng không những trong phạm vi cả nước mà còn trên bình diện quốc tế.

## Lịch sử

### Tỉnh Hà Tiên thời nhà Nguyễn độc lập
Năm 1757, Kiên Giang được biết là một đạo ở vùng Rạch Giá thuộc Trấn Hà Tiên do Mạc Thiên Tích thành lập. Đến năm 1808, đạo Kiên Giang được đổi thành huyện Kiên Giang. Năm 1832, vua Minh Mạng đặt ra tỉnh Hà Tiên (một trong Nam Kỳ Lục tỉnh), gồm 1 phủ là Quan Biên (đổi tên từ phủ An Biên) thống lĩnh 8 huyện: Hà Châu (đổi tên từ huyện Hà Tiên), Long Xuyên (sau này là địa bàn Cà Mau) và Kiên Giang (sau này là địa bàn tỉnh Rạch Giá), Sài Mạt, Linh Quỳnh, Châu Sum (có thể là Chhuk, mà cũng có thể là Bảy Núi), Cần Vọt, Vũng Thơm. Thời vua Tự Đức cho đến khi Pháp chiếm Hà Tiên (1847-1867), tỉnh Hà Tiên gồm 1 phủ (là phủ An Biên) với 3 huyện: Hà Châu, Kiên Giang và Long Xuyên. Các huyện trước thuộc phủ Quảng Biên (đất Cần Bột (Kampot), Vũng Thơm) trả về cho nước Cao Miên.
Phủ An Biên (thời Tự Đức), gồm:
- Huyện Hà Châu nguyên có tên là Hà Tiên, gồm 5 tổng (tổng Hà Nhuận, tổng Nhuận Đức, tổng Hà Thanh, tổng Thanh Di, tổng Phú Quốc[15]) với 63 làng xã, phía Tây giáp biển Tây, phía Nam giáp huyện Kiên Giang (Rạch Giá), phía Đông giáp huyện Hà Âm tỉnh An Giang, phía Bắc giáp nước Cao Miên[16]. Đất huyện Hà Châu (phần các tổng Hà Thanh, Thanh Di) nay là phần đất thuộc các huyện, thành phố phía Bắc của tỉnh Kiên Giang: Hà Tiên, Kiên Lương, Hòn Đất, Giang Thành, và (có thể phần các tổng Hà Nhuận, Nhuận Đức) là phần đất Campuchia ngày nay ở giáp biên giới: (tại các huyện Banteay Meas, Kampong Trach của tỉnh Kampot), huyện Kiri Vong của tỉnh Takeo và thành phố Kep.
- Huyện Kiên Giang nguyên là đất Rạch Giá (được Mạc Cửu mở mang), gồm 4 tổng (Kiên Định, Giang Ninh, Kiên Hảo, Thanh Giang) với 66 làng xã, phía Tây giáp biển Tây (qua núi Tật Lệ), phía Nam giáp lâm phận rừng huyện Long Xuyên, phía Đông giáp huyện Phong Phú tỉnh An Giang, phía Bắc giáp huyện Hà Châu[16]. Đất huyện Kiên Giang nay có thể là phần đất thuộc thành phố Rạch Giá và các huyện phía Nam của tỉnh Kiên Giang.
- Huyện Long Xuyên nguyên là đất Cà Mau (được Mạc Cửu mở mang), gồm 2 tổng (là Long Thủy và Quảng Xuyên[17]) với 55 làng xã, phía Tây giáp biển Tây (qua núi Bạch Thạch (Đá Bạc)), phía Nam (đến cửa Hàu (Gành Hào)) giáp biển Đông, phía Đông giáp huyện Phong Thịnh tỉnh An Giang, phía Bắc giáp lâm phận rừng huyện Kiên Giang[16]. Đất huyện Long Xuyên có thể nay là phần đất thuộc các tỉnh Cà Mau và Bạc Liêu, nhưng cũng có thể bao gồm thành phố Long Xuyên của tỉnh An Giang, vì theo lời chú thích trong Đại Nam nhất thống chí (bản quốc ngữ) thì: Thời Pháp thuộc, tỉnh Hà Tiên chia cho 4 tỉnh: tỉnh Hà Tiên thời Pháp (đất huyện Hà Châu cũ), tỉnh Rạch Giá (huyện Kiên Giang cũ), tỉnh Long Xuyên (tức huyện Long Xuyên cũ), tỉnh Bạc Liêu (cũng đất huyện Long Xuyên) (có lẽ lời chú này lầm với tỉnh An Xuyên, tức Cà Mau ngày nay).

Theo Đại Nam nhất thống chí của Quốc sử quán nhà Nguyễn thì vào thời vua Tự Đức, cương vực tỉnh Hà Tiên như sau: "...Đông-Tây cách nhau 37 dặm, Nam-Bắc cách nhau 25 dặm, phía Đông đến địa giới huyện Hà Dương tỉnh An Giang (35 dặm), phía Tây đến biển (2 dặm), phía Nam vượt qua núi Tô Châu đến biển (5 dặm), phía Bắc đến địa giới Cao Miên (25 dặm), phía Đông Nam đến địa giới huyện Phong Thịnh tỉnh An Giang (150 dặm linh), phía Tây Nam đến biển (chừng 1 dặm), phía Đông Bắc đến địa giới Cao Miên (25 dặm), phía Tây Bắc vượt qua núi Bạch Ô đến biển (20 dặm). Từ tỉnh lỵ đi về phía Đông đến Kinh 1.325 dặm..."
Như vậy, tỉnh Hà Tiên nhà Nguyễn nằm kéo dài bên bờ vịnh Thái Lan (biển Tây), suốt từ Cà Mau đến Hà Tiên, có thời kỳ tới tận tỉnh Kampot và thành phố Sihanoukville (Kompong Som) của Campuchia, phía Đông giáp với tỉnh An Giang nhà Nguyễn, phía Tây Bắc, phía Bắc và phía Đông Bắc tiếp giáp Cao Miên.
Trong cuốn Đất nước Việt Nam qua các đời, xem xét về các địa danh trấn Hà Tiên, Đào Duy Anh viết: "... Chúng ta đã biết Vũng Thơm, Cần Bọt, Sài Mạt là dải đất từ lỵ sở Hà Tiên đến Sài Mít. Tức dải đất bờ biển phía tây nam nước Cao Miên. Còn Chân Sum thì Nhất thống chí (An Giang) chép là núi ở phía nam huyện Hà Âm cách 10 dặm, cách bờ sông Vĩnh Tế ở phía Nam 10 dặm. Huyện Hà Âm là huyện ở phía bắc sông Vĩnh Tế (phía âm của sông) nên gọi tên là thế, đối với huyện Hà Dương là huyện ở phía nam (phía dương của sông). Có thể đất Chân Sum là đất Sóc Sum của tỉnh KamPot. Về Linh Quỳnh thì Nhất thống chí chép rằng núi Linh Quỳnh thuộc huyện Hà Châu cách 120 dặm và ở phía bắc sông Giang Thành, sông này có hai nguồn ra từ núi Linh Quỳnh. Linh Quỳnh tức địa điểm Linh Quỳnh của tỉnh KamPot nước Cao Miên. (Xem thế thì thấy rằng năm phủ Vũng Thơm, Cần Bọt, Chân Sum, Sài Mạt, Linh Quỳnh ở đời Nguyễn còn là đất của huyện Hà Châu tỉnh Hà Tiên và của huyện Hà Âm tỉnh An Giang, đến đời Tự Đức triều Nguyễn mới trả về nước Cao Miên)."
Từ ngày 15 tháng 6 năm 1867, thực dân Pháp đặt hạt Thanh tra Kiên Giang. Ngày 16 tháng 8 năm 1967, đổi tên thành hạt Kiên Giang tỉnh Rạch Giá

### Tỉnh Rạch Giá và tỉnh Hà Tiên thời Pháp thuộc

#### Trước năm 1900
Ngày 24 tháng 6 năm 1867, tỉnh thành Hà Tiên bị thực dân Pháp chiếm. Sau nhiều năm do dự và phân thiết, địa bàn Hà Tiên được phân bổ ra các đơn vị hành chánh khá phức tạp, theo từng thời điểm khác nhau. Ngày 15 tháng 6 năm 1867, sau khi chiếm xong tỉnh Hà Tiên, thực dân Pháp cho thành lập hạt Thanh tra Kiên Giang bao gồm hai huyện Kiên Giang và Long Xuyên cũ. Ngày 16 tháng 8 năm 1867, hạt Thanh tra Rạch Giá được thành lập do đổi tên từ hạt Thanh tra Kiên Giang trước đó.
Năm 1868, tỉnh Hà Tiên cũ được chia ra làm hai hạt Thanh tra: Hà Tiên và Rạch Giá
- Hạt Thanh tra Hà Tiên, nguyên là huyện Hà Châu với 5 tổng và 16 thôn: tổng Hà Thanh (5 thôn), tổng Thanh Di (3 thôn), tổng Nhuận Đức (1 thôn), tổng Hà Nhuận (5 thôn), tổng Phú Quốc (5 thôn)
- Hạt Thanh tra Rạch Giá, nguyên là hai huyện Kiên Giang và Long Xuyên với 7 tổng và 110 thôn: tổng Kiên Định (14 thôn), tổng Thanh Giang (11 thôn), tổng Kiên Hảo (26 thôn), tổng Giang Ninh (11 thôn), tổng Long Thủy (25 thôn), tổng Quảng Xuyên (13 thôn).

Ngày 5 tháng 6 năm 1871, Pháp tách vùng Cà Mau ra khỏi Rạch Giá. Ngày 18 tháng 12 năm 1871, Pháp lại nhập Cà Mau vào Rạch Giá. Năm 1874, hạt Thanh tra Phú Quốc được thành lập, nhưng vì kinh tế không phát triển được nên một năm sau phải giải thể.
Ngày 5 tháng 1 năm 1876, thực dân Pháp chia Nam Kỳ thành 4 khu vực hành chính lớn, mỗi khu vực hành chính lại chia nhỏ thành các tiểu khu hay hạt tham biện (arrondissement administratif) thì tỉnh Hà Tiên cũ bị chia thành hai hạt tham biện là Hà Tiên và Rạch Giá, đồng thời các thôn cũng đổi thành các làng.
Năm 1882, thiết lập hạt tham biện Bạc Liêu trên cơ sở tách 3 tổng Quảng Long, Quảng Xuyên và Long Thủy của hạt tham biện Rạch Giá hợp với 2 tổng Thạnh Hòa và Thạnh Hưng tách từ hạt tham biện Sóc Trăng chuyển sang. Lỵ sở Bạc Liêu thuộc địa bàn tổng Thạnh Hòa vốn trước đó thuộc hạt tham biện Sóc Trăng. Ngày 12 tháng 8 năm 1888, hạt tham biện Rạch Giá bị giải thể, nhập vào hạt tham biện Long Xuyên. Ngày 27 tháng 12 năm 1892, thực dân Pháp lại tái lập hạt tham biện Rạch Giá.
Năm 1888, Hà Tiên cho thuộc về hạt tham biện Châu Đốc, đến cuối năm 1892 được phục hồi. Hạt tham biện Hà Tiên thuộc khu vực Bát Xắc (Bassac) chỉ còn đất huyện Hà Châu của tỉnh Hà Tiên cũ.

#### Giai đoạn 1900-1945
Theo Nghị định ngày 20 tháng 12 năm 1899 của Toàn quyền Đông Dương đổi tên tất cả các hạt tham biện thành tỉnh thì từ ngày 1 tháng 1 năm 1900 hai hạt tham biện Rạch Giá và Hà Tiên trở thành tỉnh Rạch Giá và tỉnh Hà Tiên. Năm 1903, đảo Phú Quốc được đặt dưới quyền của đại diện chủ tỉnh Hà Tiên.
Ngày 20 tháng 5 năm 1920, thực dân Pháp cho thành lập ở tỉnh Rạch Giá 5 quận trực thuộc: Châu Thành, Giồng Riềng, Gò Quao, Long Mỹ, Phước Long.
Tỉnh lỵ Rạch Giá đặt tại làng Vĩnh Thanh Vân thuộc quận Châu Thành. Ngày 18 tháng 12 năm 1928, Toàn quyền Đông Dương ra Nghị định thành lập thị xã hỗn hợp Rạch Giá trực thuộc tỉnh Rạch Giá trên cơ sở cải biến khu đô thị Rạch Giá, trụ sở tại làng Vĩnh Thanh Vân dưới quyền một viên Thị trưởng và một Hội đồng thị xã. Ngày 16 tháng 1 năm 1930, Pháp chia địa bàn thị xã Rạch Giá thành 5 khu vực để đánh thuế. Ngày 30 tháng 4 năm 1934, Pháp nâng thị xã Rạch Giá lên thành thành phố Rạch Giá và chia thành 3 khu phố trực thuộc.
Ngày 1 tháng 1 năm 1936, thực dân Pháp lập đại lý hành chánh An Biên thuộc tỉnh Rạch Giá, trụ sở đặt tại chợ Thứ Ba trên cơ sở tách ra từ quận Phước Long. Đến ngày 1 tháng 8 năm 1939, Toàn quyền Đông Dương ban hành Nghị định nâng lên thành quận An Biên, đặt dưới quyền một quan chức người Pháp.
Tỉnh Hà Tiên từ năm 1913 đến năm 1924 bị giải thể, sáp nhập vào tỉnh Châu Đốc. Ngày 9 tháng 2 năm 1924, Hà Tiên lại trở thành một tỉnh độc lập. Từ năm 1924, tỉnh Hà Tiên gồm 4 quận: Châu Thành, Giang Thành, Hòn Chông và Phú Quốc. Tỉnh lỵ Hà Tiên đặt tại làng Mỹ Đức thuộc quận Châu Thành.

### Giai đoạn 1945-1954
Sau Cách mạng tháng Tám 1945, Ủy ban Kháng chiến Hành chánh Nam bộ chủ trương bỏ cấp tổng, bỏ đơn vị làng, thống nhất gọi là xã, đồng thời bỏ danh xưng quận, gọi thay thế bằng huyện. Chính quyền Việt Nam Cộng hòa đến năm 1956 cũng thống nhất dùng danh xưng là xã, tuy nhiên vẫn gọi là quận cho đến năm 1975. Lúc bấy giờ, tỉnh Rạch Giá và tỉnh Hà Tiên nằm trong danh sách 21 tỉnh ở Nam Bộ.
Năm 1947, quận Phước Long được chính quyền thực dân Pháp giao cho tỉnh Bạc Liêu. Cũng trong năm này, chính quyền kháng chiến của lực lượng Việt Minh quyết định đổi tên huyện Phước Long thành huyện Hồng Dân, ban đầu thuộc tỉnh Rạch Giá, do lấy theo tên người chiến sĩ cộng sản Trần Hồng Dân (1916 - 1946) đã hy sinh tại địa phương trước đó. Năm 1951, huyện Hồng Dân được chính quyền Việt Minh giao về cho tỉnh Bạc Liêu.
Năm 1951, chính quyền Việt Minh quyết định giải thể tỉnh Rạch Giá, sáp nhập địa bàn vào các tỉnh Bạc Liêu, Cần Thơ và Sóc Trăng. Trong đó, thị xã Rạch Giá và các huyện Châu Thành, Long Mỹ, Gò Quao, Giồng Riềng được giao về cho tỉnh Cần Thơ, các huyện Hồng Dân và An Biên được giao về cho tỉnh Bạc Liêu. Bên cạnh đó, một phần nhỏ đất đai tỉnh Rạch Giá cũng được giao về cho tỉnh Sóc Trăng quản lý.
Tuy nhiên, việc giải thể tỉnh Rạch Giá, cũng như đổi tên gọi huyện Phước Long thành huyện Hồng Dân lại không được phía chính quyền Quốc gia Việt Nam thân Pháp của Bảo Đại và sau này là chính quyền Việt Nam Cộng hòa công nhận. Đến năm 1954, chính quyền Việt Minh lại quyết định tái lập tỉnh Rạch Giá. Tháng 10 năm 1954, các huyện Hồng Dân và Long Mỹ cũng trở lại thuộc tỉnh Rạch Giá. Sau năm 1956, chính quyền Cách mạng lại quyết định giao huyện Hồng Dân cho tỉnh Sóc Trăng và giao huyện Long Mỹ cho tỉnh Cần Thơ quản lý trở lại như cũ.
Ngày 29 tháng 12 năm 1952, chính quyền Quốc gia Việt Nam thân Pháp quyết định công nhận đô thị tỉnh lỵ Rạch Giá trở thành thị xã hỗn hợp (commune mixte) Rạch Giá trực thuộc tỉnh Rạch Giá.
Song song đó, tỉnh Hà Tiên cũng bị giải thể giống như tỉnh Rạch Giá. Tháng 10 năm 1950, chính quyền Việt Minh quyết định thành lập tỉnh Long Châu Hà trên cơ sở hợp nhất tỉnh Hà Tiên với tỉnh Long Châu Hậu (bao gồm một phần tỉnh Châu Đốc và một phần tỉnh Long Xuyên cũ) trước đó. Tuy nhiên, tên gọi tỉnh Long Châu Hà cũng không được chính quyền Quốc gia Việt Nam của Bảo Đại và chính quyền Việt Nam Cộng Hòa công nhận. Tỉnh Long Châu Hà tồn tại cho đến năm 1954 thì cũng bị giải thể, phân chia lại cho tỉnh Hà Tiên, tỉnh Châu Đốc và tỉnh Long Xuyên như cũ.
Như vậy, sau năm 1954, tỉnh Rạch Giá và tỉnh Hà Tiên đều được khôi phục trở lại như cũ.

### Tỉnh Kiên Giang (tỉnh Rạch Giá) giai đoạn 1956-1976

#### Việt Nam Cộng hòa
| Dân số tỉnh Kiên Giang 1967 | Dân số tỉnh Kiên Giang 1967 |
| Quận                        | Dân số                      |
| --------------------------- | --------------------------- |
| Hà Tiên                     | 11.599                      |
| Kiên An                     | 63.531                      |
| Kiên Bình                   | 55.184                      |
| Kiên Lương                  | 29.617                      |
| Kiên Tân                    | 77.610                      |
| Kiên Thành                  | 118.827                     |
| Phú Quốc                    | 12.449                      |
| Tổng số                     | 368.817                     |

Ban đầu, chính quyền Quốc gia Việt Nam và sau đó là Việt Nam Cộng hòa vẫn duy trì tên gọi tỉnh Rạch Giá và tỉnh Hà Tiên như thời Pháp thuộc.
Ngày 15 tháng 2 năm 1955, Thủ hiến Nam Việt của chính quyền Quốc gia Việt Nam quyết định tạm sáp nhập vùng Chắc Băng và quận An Biên thuộc tỉnh Rạch Giá vào tỉnh Sóc Trăng. Ngày 24 tháng 5 năm 1955, quyết định sáp nhập ba quận An Biên, Phước Long và Chắc Băng để thành lập đặc khu An Phước thuộc tỉnh Sóc Trăng, nhưng không lâu sau lại cho giải thể đặc khu này. Sau đó, quận An Biên và vùng Chắc Băng lại trở về thuộc tỉnh Rạch Giá như cũ.
Ngày 22 tháng 10 năm 1956, Tổng thống Việt Nam Cộng hòa Ngô Đình Diệm ký Sắc lệnh 143/VN để " thay đổi địa giới và tên Đô thành Sài Gòn – Chợ Lớn cùng các tỉnh và tỉnh lỵ tại Việt Nam". Địa giới và địa danh các tỉnh ở miền Nam thay đổi nhiều, một số tỉnh mới được thành lập. Theo Sắc lệnh này, địa phận Việt Nam Cộng hòa gồm Đô thành Sài Gòn và 22 tỉnh. Lúc này, tỉnh Hà Tiên bị bãi bỏ và 4 quận là Châu Thành, Hòn Chông, Giang Thành, Phú Quốc được sáp nhập vào tỉnh Rạch Giá để thành lập tỉnh Kiên Giang. Tỉnh lỵ tỉnh Kiên Giang đặt tại Rạch Giá và vẫn giữ nguyên tên là "Rạch Giá", về mặt hành chánh thuộc xã Vĩnh Thanh Vân, quận Kiên Thành.
Sau năm 1956, thành phố Rạch Giá bị giải thể, sáp nhập vào địa bàn xã Vĩnh Thanh Vân thuộc quận Kiên Thành của tỉnh Kiên Giang.
Năm 1957, theo Nghị định số 281-BNV/HC/NĐ, tỉnh Kiên Giang gồm 6 quận là Kiên Thành, Kiên Tân, Kiên Bình, Kiên An, Hà Tiên, Phú Quốc. Ngày 27 tháng 12 năm 1957, Nghị định số 368-BNV/HC/NĐ bổ túc Nghị định số 281-BNV/HC/NĐ ấn định các đơn vị hành chánh tỉnh Kiên Giang. Quận Kiên An gồm thêm xã Vĩnh Tuy. Trong đó, quận Kiên An đổi tên từ quận An Biên cũ, quận Kiên Thành đổi tên từ quận Châu Thành cũ, quận Kiên Tân tách ra từ quận Châu Thành cũ, quận Kiên Bình thành lập trên phần đất hai quận Gò Quao và Giồng Riềng cũ.
Ngày 13 tháng 6 năm 1958, chính quyền Việt Nam Cộng hòa ban hành ban hành Nghị định 314-BNV/HC/NĐ về việc sửa đổi đơn vị hành chính tỉnh Kiên Giang. Trong đó quận Kiên Bình được tách thành quận Kiên Bình và quận Kiên Hưng. Năm 1958, tỉnh Kiên Giang có 7 quận: Kiên Thành, Kiên Tân, Kiên An, Kiên Bình, Kiên Hưng, Hà Tiên, Phú Quốc. Sau đó lại lập thêm quận Kiên Long. Ngày 31 tháng 5 năm 1961, chính quyền Việt Nam Cộng hòa lập thêm quận Kiên Lương do tách đất từ hai quận Kiên Thành và Hà Tiên (địa bàn quận Kiên Lương lúc bấy giờ khác hẳn huyện Kiên Lương ngày nay). Ngày 24 tháng 12 năm 1961, lại giao hai quận Kiên Long và Kiên Hưng cho tỉnh Chương Thiện vừa mới thành lập.
Năm 1968, tỉnh Kiên Giang có 7 quận là: Kiên Thành, Kiên Tân, Kiên Bình, Kiên An, Kiên Lương, Hà Tiên, Phú Quốc. Sau năm 1968, chính quyền Việt Nam Cộng hòa lại lập thêm quận Hiếu Lễ, do tách đất từ quận Kiên An.
Năm 1971, tỉnh Kiên Giang có 8 quận là: Kiên Thành, Kiên Tân, Kiên Bình, Kiên An, Kiên Lương, Hà Tiên, Phú Quốc, Hiếu Lễ.
- Quận Hà Tiên gồm 3 xã: Mỹ Đức, Phú Mỹ, Thuận Yên;
- Quận Hiếu Lễ gồm 4 xã: Đông Hưng, Đông Thạnh, Tân Bằng, Vân Khánh Đông;
- Quận Kiên An gồm 4 xã: Đông Hòa, Đông Thái, Đông Yên, Tây Yên;
- Quận Kiên Bình gồm 8 xã: Bàn Tân Định, Hóa Quản, Long Thạnh, Ngọc Chúc, Thạnh Hòa, Thạnh Hưng, Thới An, Vĩnh Thạnh;
- Quận Kiên Tân gồm 5 xã: Giục Tượng, Mông Thọ, Tân Hiệp, Tân Hội, Thạnh Đông;
- Quận Kiên Thành gồm 7 xã: An Phước, Bình An, Lại Sơn, Minh Hòa, Mỹ Lâm, Sóc Sơn, Vĩnh Hòa Hiệp;
- Quận Kiên Lương gồm 6 xã: An Bình, An Hòa, Bình Trị, Dương Hòa, Đức Phương, Tín Đạo;
- Quận Phú Quốc gồm 3 xã: An Thới, Dương Đông, Hàm Ninh.

Ngày 20 tháng 11 năm 1970, chính quyền Việt Nam Cộng hòa tái lập thị xã Rạch Giá, là thị xã tự trị trực thuộc chính quyền Trung ương Việt Nam Cộng hòa, đồng thời kiêm tỉnh lỵ tỉnh Kiên Giang. Thị xã Rạch Giá được tái lập trên cơ sở các xã Vĩnh Thanh Vân và An Hòa cùng thuộc quận Kiên Thành trước đó. Từ đó cho đến năm 1975, thị xã Rạch Giá và tỉnh Kiên Giang là hai đơn vị hành chính cấp tỉnh ngang bằng nhau theo sự phân chia sắp xếp hành chính của Việt Nam Cộng hòa.

#### Chính quyền Cách mạng
Tuy nhiên, chính quyền Mặt trận dân tộc giải phóng miền Nam Việt Nam và Việt Nam Dân chủ Cộng hòa vẫn giữ nguyên tên gọi tỉnh Rạch Giá từ năm 1956 cho đến năm 1976, đồng thời vẫn duy trì thị xã Rạch Giá trực thuộc tỉnh Rạch Giá. Năm 1957, chính quyền Cách mạng quyết định giải thể tỉnh Hà Tiên, đổi thành huyện Hà Tiên và huyện Phú Quốc cùng trực thuộc tỉnh Rạch Giá. Tỉnh Rạch Giá khi đó gồm thị xã Rạch Giá và các huyện: Châu Thành, Gò Quao, Giồng Riềng, An Biên, Hà Tiên và Phú Quốc. Về sau, chính quyền Cách mạng lại cho thành lập thêm huyện Tân Hiệp trên cơ sở tách đất từ huyện Châu Thành và huyện Giồng Riềng. Bên cạnh đó, huyện Châu Thành cũng được chia thành huyện Châu Thành A và huyện Châu Thành B cùng thuộc tỉnh Rạch Giá.
Năm 1964, chính quyền Cách mạng thành lập huyện Vĩnh Thuận trên cơ sở tách ra từ huyện An Biên. Huyện Vĩnh Thuận thuộc tỉnh Rạch Giá có địa giới hành chính trùng với quận Kiên Long thuộc tỉnh Kiên Giang của chính quyền Việt Nam Cộng hòa. Năm 1965, giao huyện Hà Tiên và huyện Phú Quốc cho tỉnh An Giang quản lý. Đến năm 1967 lại trả hai huyện Hà Tiên và Phú Quốc về cho tỉnh Rạch Giá như trước. Tuy nhiên, năm 1971 khi Trung ương Cục miền Nam quyết định thành lập tỉnh Châu Hà, tách ra từ tỉnh An Giang, trên phần đất tỉnh Châu Đốc và tỉnh Hà Tiên trước đó thì huyện Hà Tiên, huyện Phú Quốc cùng với huyện Châu Thành A của tỉnh Rạch Giá lại được giao về cho tỉnh Châu Hà quản lý. Đến năm 1974 ba huyện này lại cùng thuộc tỉnh Long Châu Hà.
Sau khi đã bàn giao huyện Châu Thành A về cho tỉnh Châu Hà và sau đó là tỉnh Long Châu Hà quản lý, huyện Châu Thành B cũng được đổi tên lại thành huyện Châu Thành thuộc tỉnh Rạch Giá như cũ. Từ đó cho đến năm 1976, tỉnh Rạch Giá còn lại thị xã Rạch Giá và các huyện: Châu Thành, Gò Quao, Giồng Riềng, An Biên, Tân Hiệp, Vĩnh Thuận.
Sau sự kiện 30 tháng 4 năm 1975, chính quyền quân quản Cộng hòa miền Nam Việt Nam ban đầu vẫn duy trì tỉnh Rạch Giá như trước đó cho đến đầu năm 1976. Lúc này, chính quyền Cách mạng cũng bỏ danh xưng "quận" có từ thời Pháp thuộc và lấy danh xưng "huyện" (quận và phường dành cho các đơn vị hành chánh tương đương khi đã đô thị hóa).
Ngày 20 tháng 9 năm 1975, Bộ Chính trị ra Nghị quyết số 245-NQ/TW về việc bỏ khu, hợp tỉnh trong toàn quốc "nhằm xây dựng các tỉnh thành những đơn vị kinh tế, kế hoạch và đơn vị hành chính có khả năng giải quyết đến mức cao nhất những yêu cầu về đẩy mạnh sản xuất, tổ chức đời sống vật chất, văn hóa của nhân dân, về củng cố quốc phòng, bảo vệ trị an, và có khả năng đóng góp tốt nhất vào sự nghiệp chung của cả nước". Theo Nghị quyết này, địa bàn tỉnh Rạch Giá sẽ được chia ra vào sáp nhập vào các tỉnh mới, tên gọi tỉnh mới cùng với nơi đặt tỉnh lỵ sẽ do địa phương đề nghị lên. Cụ thể như sau:
- Tỉnh Cà Mau, tỉnh Bạc Liêu và hai huyện Vĩnh Thuận, An Biên (ngoại trừ 2 xã Đông Yên và Tây Yên) của tỉnh Rạch Giá sẽ hợp nhất lại thành một tỉnh.
- Phần còn lại của tỉnh Rạch Giá cùng với toàn bộ diện tích tỉnh Long Châu Hà và huyện Thốt Nốt của tỉnh Cần Thơ sẽ hợp nhất lại thành một tỉnh.

Nhưng đến ngày 20 tháng 12 năm 1975, Bộ Chính trị lại ra Nghị quyết số 19/NQ điều chỉnh lại việc hợp nhất tỉnh ở miền Nam Việt Nam cho sát với tình hình thực tế, theo đó tỉnh Rạch Giá cũ (bao gồm cả ba huyện Hà Tiên, Phú Quốc, Châu Thành A hiện cùng thuộc tỉnh Long Châu Hà nhưng trước năm 1971 lại cũng đều thuộc tỉnh Rạch Giá) vẫn để thành một tỉnh riêng biệt.

### Tỉnh Kiên Giang từ năm 1976 đến bây giờ.
Tháng 2 năm 1976, Chính phủ Việt Nam quyết định tái lập tỉnh Kiên Giang trên cơ sở toàn bộ diện tích tỉnh Rạch Giá và ba huyện: Châu Thành A, Hà Tiên, Phú Quốc vốn thuộc tỉnh Long Châu Hà trước đó. Lúc này, huyện Châu Thành A bị giải thể và sáp nhập trở lại vào huyện Châu Thành như trước. Tỉnh Kiên Giang lúc đó gồm thị xã Rạch Giá và 8 huyện: An Biên, Châu Thành, Giồng Riềng, Gò Quao, Hà Tiên, Phú Quốc, Tân Hiệp, Vĩnh Thuận. Tỉnh lỵ là thị xã Rạch Giá.
Ngày 3 tháng 6 năm 1978, Hội đồng Chính phủ ban hành Quyết định số 125-CP về việc chia huyện Châu Thành thuộc tỉnh Kiên Giang thành hai huyện lấy tên là huyện Hòn Đất và huyện Châu Thành thuộc tỉnh Kiên Giang. Theo đó, huyện Hòn Đất gồm có các xã Nam Thái Hoa, Mỹ Lâm, Sóc Sơn của huyện Châu Thành cũ và xã Bình Sơn của huyện Hà Tiên cắt sang. Địa bàn huyện Hòn Đất thuộc tỉnh Kiên Giang ngày nay chính là địa bàn huyện Châu Thành A thuộc tỉnh Rạch Giá và sau đó thuộc tỉnh Long Châu Hà trước năm 1976, còn địa bàn huyện Châu Thành phần còn lại sau khi chia tách cũng chính là địa bàn huyện Châu Thành B thuộc tỉnh Rạch Giá cũ.
Ngày 14 tháng 1 năm 1983, Hội đồng Bộ trưởng ban hành Quyết định số 4-HĐBT về việc thành lập huyện Kiên Hải thuộc tỉnh Kiên Giang.
Ngày 13 tháng 1 năm 1986, Hội đồng Bộ trưởng ban hành Quyết định số 7-HĐBT về việc chia huyện An Biên thuộc tỉnh Kiên Giang thành hai huyện lấy tên là huyện An Biên và huyện An Minh.
Ngày 8 tháng 7 năm 1998, Chính phủ Việt Nam ban hành Nghị định số 47/1998/NĐ-CP về việc thành lập thị xã Hà Tiên và thành lập các phường thuộc thị xã Hà Tiên, tỉnh Kiên Giang. Theo đó, thành lập thị xã Hà Tiên trên cơ sở toàn bộ diện tích và dân số của thị trấn Hà Tiên, xã Thuận Yên (trừ 2.732 ha diện tích tự nhiên và 3.302 nhân khẩu giao về xã Phú Mỹ quản lý), xã Mỹ Đức và xã Tiên Hải thuộc huyện Hà Tiên. Sau khi điều chỉnh địa giới hành chính để thành lập thị xã Hà Tiên, huyện Hà Tiên còn lại 89.548,5 ha diện tích tự nhiên và 62.162 nhân khẩu, gồm 6 xã và 1 thị trấn.
Ngày 21 tháng 4 năm 1999, Chính phủ Việt Nam ban hành Nghị định số 28/1999/NĐ-CP về việc đổi tên huyện Hà Tiên thành huyện Kiên Lương thuộc tỉnh Kiên Giang.
Ngày 26 tháng 7 năm 2005, Chính phủ Việt Nam ban hành Nghị định số 97/2005/NĐ-CP' về việc thành lập thành phố Rạch Giá thuộc tỉnh Kiên Giang trên cơ sở toàn bộ diện tích tự nhiên, dân số của thị xã Rạch Giá.
Ngày 6 tháng 4 năm 2007, Chính phủ Việt Nam ban hành Nghị định số 58/2007/NĐ-CP về việc điều chỉnh địa giới hành chính huyện; thành lập huyện U Minh Thượng và thành lập xã thuộc các huyện Vĩnh Thuận, Kiên Lương và Hòn Đất, tỉnh Kiên Giang.
Sau khi điều chỉnh, tỉnh Kiên Giang có 14 đơn vị hành chính trực thuộc, gồm các huyện: Kiên Lương, Hòn Đất, Giồng Riềng, Gò Quao, Châu Thành, Tân Hiệp, An Biên, An Minh, Vĩnh Thuận, U Minh Thượng, Kiên Hải, Phú Quốc, thị xã Hà Tiên và thành phố Rạch Giá.
Ngày 29 tháng 6 năm 2009, Chính phủ Việt Nam ban hành Nghị quyết số 29/NQ-CP về việc điều chỉnh địa giới hành chính xã, phường, thuộc các huyện, thành lập xã thuộc thị xã Hà Tiên và các huyện: Kiên Lương, Tân Hiệp, Giồng Riềng, Vĩnh Thuận; đồng thời điều chỉnh địa giới hành chính huyện Kiên Lương để thành lập huyện Giang Thành.
Tỉnh Kiên Giang có 634.833,32 ha diện tích tự nhiên và 1.726.026 nhân khẩu, có 15 đơn vị hành chính trực thuộc, bao gồm các huyện: Kiên Lương, Hòn Đất, Châu Thành, Tân Hiệp, Giồng Riềng, Gò Quao, An Biên, An Minh, Vĩnh Thuận, U Minh Thượng, Kiên Hải, Phú Quốc, Giang Thành, thị xã Hà Tiên và thành phố Rạch Giá.
Ngày 18 tháng 2 năm 2014, Thủ tướng Chính phủ ban hành Quyết định số 268/QĐ-TTg về việc công nhận thành phố Rạch Giá là đô thị loại II trực thuộc tỉnh Kiên Giang.
Ngày 17 tháng 9 năm 2014, Thủ tướng Chính phủ ban hành Quyết định số 1676/QĐ-TTg công nhận huyện đảo Phú Quốc là đô thị loại II.
Ngày 11 tháng 9 năm 2018, Ủy ban Thường vụ Quốc hội ban hành Nghị quyết số 573/NQ-UBTVQH14 về việc thành lập thành phố Hà Tiên trên cơ sở toàn bộ diện tích tự nhiên và dân số của thị xã Hà Tiên (nghị quyết có hiệu lực từ ngày 1 tháng 11 năm 2018).
Ngày 9 tháng 12 năm 2020, Ủy ban Thường vụ Quốc hội ban hành Nghị quyết số 1109/NQ-UBTVQH14 về việc thành lập thành phố Phú Quốc trên cơ sở toàn bộ diện tích tự nhiên và dân số của huyện Phú Quốc (nghị quyết có hiệu lực từ ngày 1 tháng 1 năm 2021).
Ngày 21 tháng 1 năm 2025, Thủ tướng Chính phủ ban hành:
- Quyết định số 195/QĐ-TTg[32] về việc công nhận thành phố Rạch Giá là đô thị loại I, trực thuộc tỉnh Kiên Giang.
- Quyết định số 199/QĐ-TTg[33] về việc công nhận thành phố Phú Quốc là đô thị loại I, trực thuộc tỉnh Kiên Giang.

Tỉnh Kiên Giang là địa phương duy nhất của Việt Nam hiện nay có 2 thành phố loại I trực thuộc là Rạch Giá và Phú Quốc.
Tỉnh Kiên Giang có 3 thành phố và 12 huyện như hiện nay.
Ngày 12 tháng 6 năm 2025, Quốc hội ban hành Nghị quyết số 202/2025/QH15 về việc sắp xếp đơn vị hành chính cấp tỉnh (nghị quyết có hiệu lực từ ngày 12 tháng 6 năm 2025). Theo đó, sáp nhập tỉnh Kiên Giang vào tỉnh An Giang.

## Hành chính

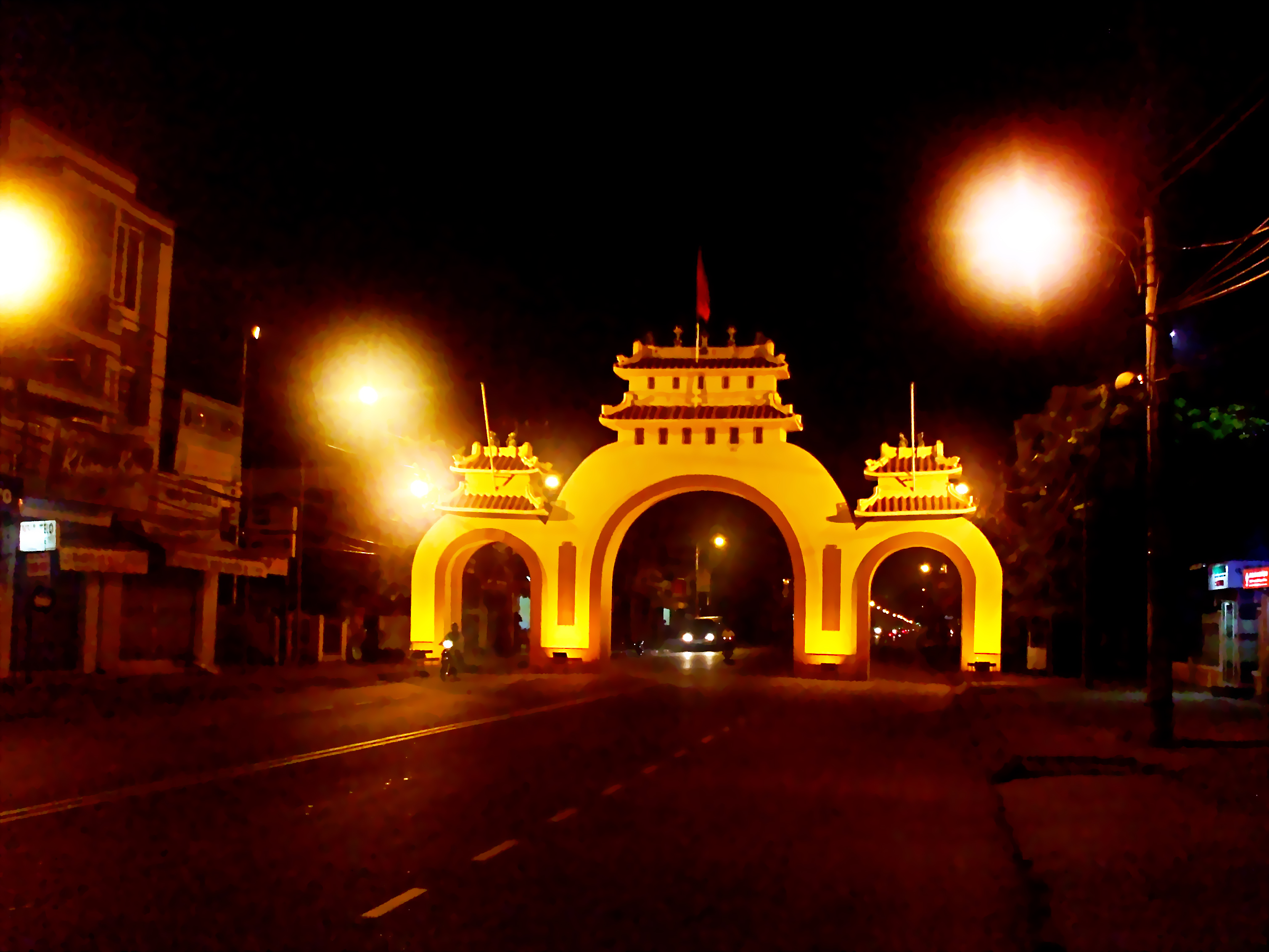
Cổng tam quan thành phố Rạch Giá

Tỉnh Kiên Giang có 15 đơn vị hành chính cấp huyện được chia thành 3 thành phố và 12 huyện với 143 đơn vị hành chính cấp xã, bao gồm 10 thị trấn, 17 phường và 116 xã.
| Tên           | Diện tích (km²) | Dân số (người) | Đơn vị hành chính |
| ------------- | --------------- | -------------- | ----------------- |
| Thành phố (3) |                 |                |                   |
| Rạch Giá      | 105,86          | 228.416        | 10 phường, 1 xã   |
| Hà Tiên       | 107,92          | 48.644         | 5 phường, 2 xã    |
| Phú Quốc      | 589,27          | 144.460        | 2 phường, 7 xã    |
| Huyện (12)    |                 |                |                   |
| An Biên       | 400,29          | 115.584        | 1 thị trấn, 8 xã  |
| An Minh       | 590,48          | 116.217        | 1 thị trấn, 10 xã |
| Châu Thành    | 285,60          | 161.230        | 1 thị trấn, 9 xã  |
| Giang Thành   | 412,84          | 29.308         | 5 xã              |

| Tên           | Diện tích (km²) | Dân số (người) | Đơn vị hành chính |
| ------------- | --------------- | -------------- | ----------------- |
| Giồng Riềng   | 639,35          | 225.369        | 1 thị trấn, 18 xã |
| Gò Quao       | 439,51          | 133.776        | 1 thị trấn, 10 xã |
| Hòn Đất       | 1.039,57        | 156.770        | 2 thị trấn, 12 xã |
| Kiên Hải      | 24,81           | 17.644         | 4 xã              |
| Kiên Lương    | 473,53          | 79.351         | 1 thị trấn, 7 xã  |
| Tân Hiệp      | 422,88          | 125.858        | 1 thị trấn, 10 xã |
| U Minh Thượng | 432,70          | 63.616         | 6 xã              |
| Vĩnh Thuận    | 394,44          | 82.626         | 1 thị trấn, 7 xã  |

## Kinh tế

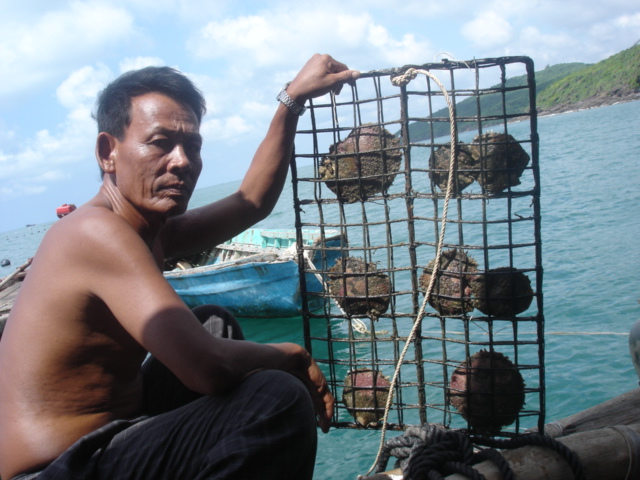
Nuôi ngọc điệp ở Hòn Dõi - Phú Quốc

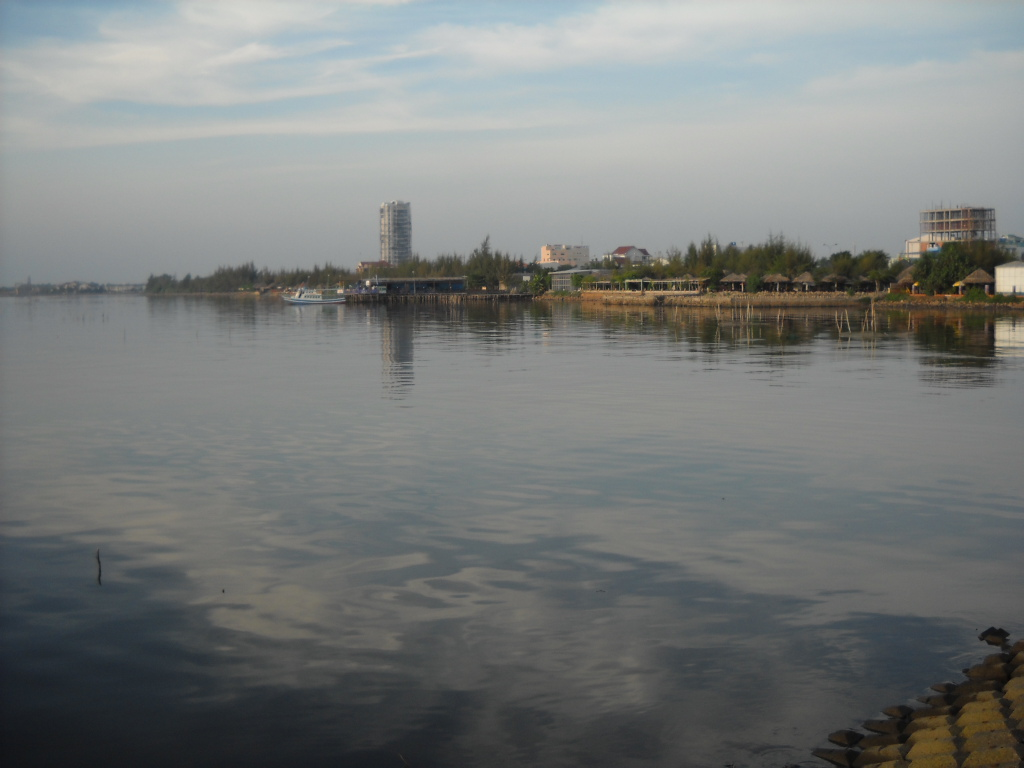
Khu lấn biển ở thành phố Rạch Giá

Năm 2012 Tốc độ tăng trưởng kinh tế đạt 11,81%, mục tiêu đề ra là 12,5% xếp hạng thứ 3 trong các tỉnh vùng Đồng bằng sông Cửu Long sau Hậu Giang với 14,13%, Bạc Liêu đạt 12,57%, GDP bình quân đầu người năm 2012 là 2026 USD/người/năm, sản lượng lương thực của tỉnh đạt 4,28 triệu tấn cao nhất từ trước đến nay và là năm thứ 2 đứng đầu cả nước về sản lượng lương thực, trong đó sản lượng lúa đạt 4.287.175 tấn, tăng 366.026 tấn so cùng kỳ, đây là năm sản lượng lương thực đạt cao nhất từ trước đến nay. Sản lượng khai thác và nuôi trồng thủy sản ước 548.182 tấn, đạt 100,95% kế hoạch, tăng 8,24%, trong đó sản lượng khai thác 421.201 tấn, đạt 100,29% kế hoạch và tăng 6,11%, sản lượng nuôi trồng thủy sản 126.981 tấn, đạt 103,24% kế hoạch và tăng 15,96% so với năm 2011.
Giá trị sản xuất công nghiệp năm 2012 ước đạt 16.055,3 tỷ đồng, đạt 99,11% kế hoạch, tăng 10,01% so với cùng kỳ năm 2011. Tổng mức bán lẻ hàng hóa và dịch vụ ước 41.710 tỷ đồng, tăng 18,02% cùng kỳ. Kim ngạch xuất khẩu ước đạt 620 triệu USD. Trong đó, hàng nông sản 438 triệu USD và hàng hải sản đạt 157 triệu USD. Kim ngạch nhập khẩu ước 35 triệu USD. Tình hình đầu tư và hoạt động xúc tiến đầu tư, thương mại, du lịch được đẩy mạnh thực hiện, thu hút có hiệu quả các nguồn lực cho đầu tư phát triển của tỉnh. Tổng vốn đầu tư toàn xã hội ước 24.406,9 tỷ đồng, Vốn ngân sách do địa phương quản lý giá trị khối lượng hoàn thành ước thực hiện 3.269 tỷ đồng, giải ngân 3.214 tỷ đồng.
Tổng thu ngân sách nhà nước ước 4.406 tỷ đồng, đạt 97,9% dự toán điều chỉnh. Tổng chi ngân sách ước 8.357 tỷ đồng, đạt 105,4% dự toán điều chỉnh, trong đó chi đầu tư phát triển 2.742 tỷ đồng chưa kể nguồn vốn trái phiếu Chính phủ, chi thường xuyên 4.558,8 tỷ đồng. Hoạt động ngân hàng, nguồn vốn hoạt động tiếp tục tăng trưởng 14,28%, huy động vốn tại địa phương tăng 20,59% so với năm 2011, đảm bảo vốn tín dụng cho yêu cầu phát triển kinh tế xã hội địa phương. Doanh số cho vay ước đạt 49.950 tỷ đồng tăng 8,8% so năm trước, dư nợ cho vay là 25.650 tỷ đồng tăng 6,39% so năm trước, tăng trưởng tín dụng và chất lượng tín dụng được kiểm soát, tỷ lệ nợ xấu không vượt quá 3%. Chỉ số giá tiêu dùng (CPI) 11 tháng tăng 6,3% so với tháng 12 năm 2011, ước CPI tháng 12 năm 2012 so với tháng 12 năm 2011 tăng 6,5-7,5%, thấp hơn so với mức bình quân chung của cả nước (8%).

### Kinh tế biển
Kiên Giang là tỉnh có vùng biển rộng khoảng 63.290 km², với 5 quần đảo, trong đó có 3 thành phố ven biển: Rạch Giá, Hà Tiên, Phú Quốc cùng với 5 huyện: An Biên, An Minh, Hòn Đất, Kiên Hải và Kiên Lương
Kiên Giang cũng là tỉnh nằm trong ngư trường Kiên Giang - Cà Mau. Đây là ngư trường lớn nhất nước ta. Năm 2020, bất chấp đại dịch COVID-19, tổng sản lượng khai thác và nuôi trồng thủy sản của tỉnh Kiên Giang ước đạt 836.175 tấn, vượt 10,75% kế hoạch, gồm: Khai thác đánh bắt hơn 572.000 tấn, nuôi trồng 264.105 tấn, trong đó tôm nuôi 92.490 tấn, vượt 8,8% kế hoạch, tăng 11,7% so với năm 2019

## Giao thông

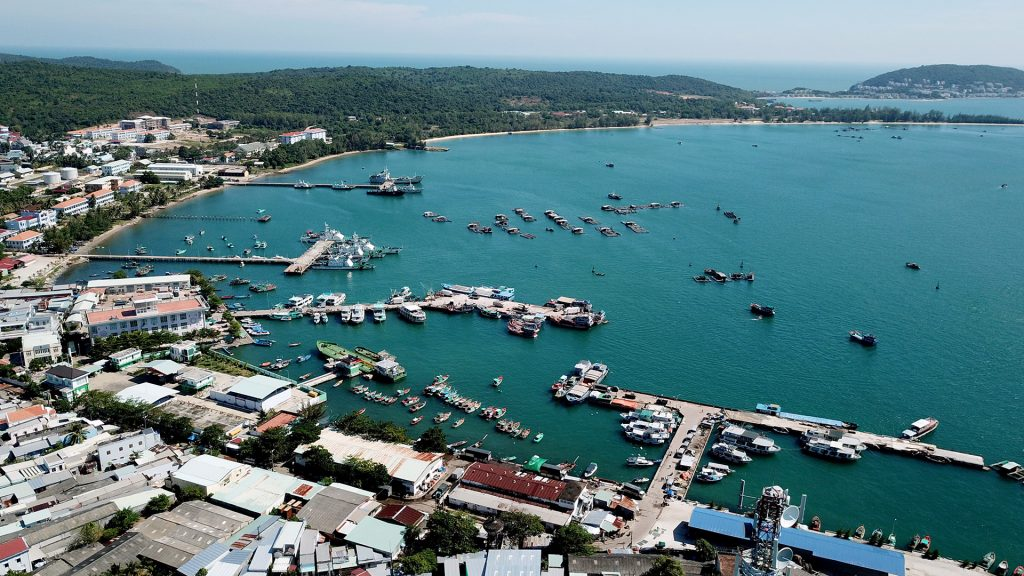
Cảng An Thới ở phường An Thới, thành phố Phú Quốc

Kiên Giang nằm cách Thành phố Hồ Chí Minh khoảng 250 km đường bộ về phía tây nam, hệ thống giao thông ở tỉnh tương đối thuận tiện, bao gồm đường bộ, đường thủy và đường hàng không. Trong đó, hệ thống giao thông đường bộ không ngừng phát triển. Giao thông nội bộ các thành phố, thị xã được nâng cấp và tráng nhựa. Các tuyến đường huyết mạch trên địa bàn tỉnh là Quốc lộ 80, Quốc lộ 61, Quốc lộ 63, Tỉnh lộ 11, đường cao tốc Bắc – Nam phía Đông và đường cao tốc Lộ Tẻ – Rạch Sỏi,... Mạng lưới giao thông đường thủy của tỉnh cũng tương đối hoàn chỉnh. Về giao thông vận tải theo đường hàng không thì Kiên Giang có Sân bay Rạch Giá và Sân bay Quốc tế Phú Quốc, rất thuận lợi về việc lưu thông trong tỉnh và trong nước.

### Biển số xe
- Thành phố Rạch Giá: 68-X1-S1
- Thành phố Hà Tiên: 68-H1
- Thành phố Phú Quốc: 68-P1
- Huyện An Biên: 68-B1
- Huyện An Minh: 68-M1
- Huyện Châu Thành: 68-C1
- Huyện Giang Thành: 68-F1
- Huyện Giồng Riềng: 68-G1 G2
- Huyện Gò Quao: 68-E1
- Huyện Hòn Đất: 68-D1
- Huyện Kiên Hải: 68-S1
- Huyện Kiên Lương: 68-K1
- Huyện Tân Hiệp: 68-T1
- Huyện U Minh Thượng: 68-L1
- Huyện Vĩnh Thuận: 68-N1
- Biển số xe ô tô: 68A, 68B, 68C, 68D, 68LD
- Biển số xe kinh doanh vận tải: 68E, 68H, 68F.

## Dân số
Tính đến ngày 1 tháng 4 năm 2019, dân số toàn tỉnh Kiên Giang đạt 1.923.067 người, mật độ dân số đạt 272 người/km² Trong đó dân số sống tại thành thị đạt 587.800 người, chiếm 28,3% dân số toàn tỉnh, dân số sống tại nông thôn đạt 1.335.267 người, chiếm 71,7% dân số. Dân số nam đạt 973.236 người, trong khi đó nữ đạt 949.831 người. Tỷ lệ tăng tự nhiên dân số phân theo địa phương tăng 10,8 ‰ Tỷ lệ đô thị hóa tính đến năm 2022 đạt 35,6%.
Về dân tộc và tôn giáo, Kiên Giang là địa bàn cư trú của hơn 15 dân tộc khác nhau. Trong đó, người Kinh chiếm khoảng 85,5%, Người Khmer chiếm khoảng 12,2% dân số tập trung chủ yếu ở các huyện Châu Thành, Gò Quao. Người Hoa chiếm khoảng 2,2% dân số sinh sống ở thành phố Rạch Giá và huyện Châu Thành. Còn lại là một số dân tộc khác như: Chăm, Tày, Mường, Nùng....
Tính đến ngày 1 tháng 4 năm 2019, toàn tỉnh có 12 tôn giáo khác nhau đạt 513.283 người, nhiều nhất là Phật giáo có 272.662 người, tiếp theo là Công giáo đạt 136.789 người, đạo Cao Đài có 49.697 người, Phật giáo Hòa Hảo có 45.920 người, đạo Tin Lành chiếm 5.697 người, Đạo Tứ Ân Hiếu Nghĩa đạt 1.791 người, Hồi giáo đạt 419 người, Tịnh độ cư sĩ Phật hội Việt Nam đạt 218 người. Còn lại các tôn giáo khác như Baha'i giáo có 39 người, Minh Sư Đạo có 26 người, Bửu Sơn Kỳ Hương có 22 người và Bà La Môn chỉ có ba người.

## Giáo dục

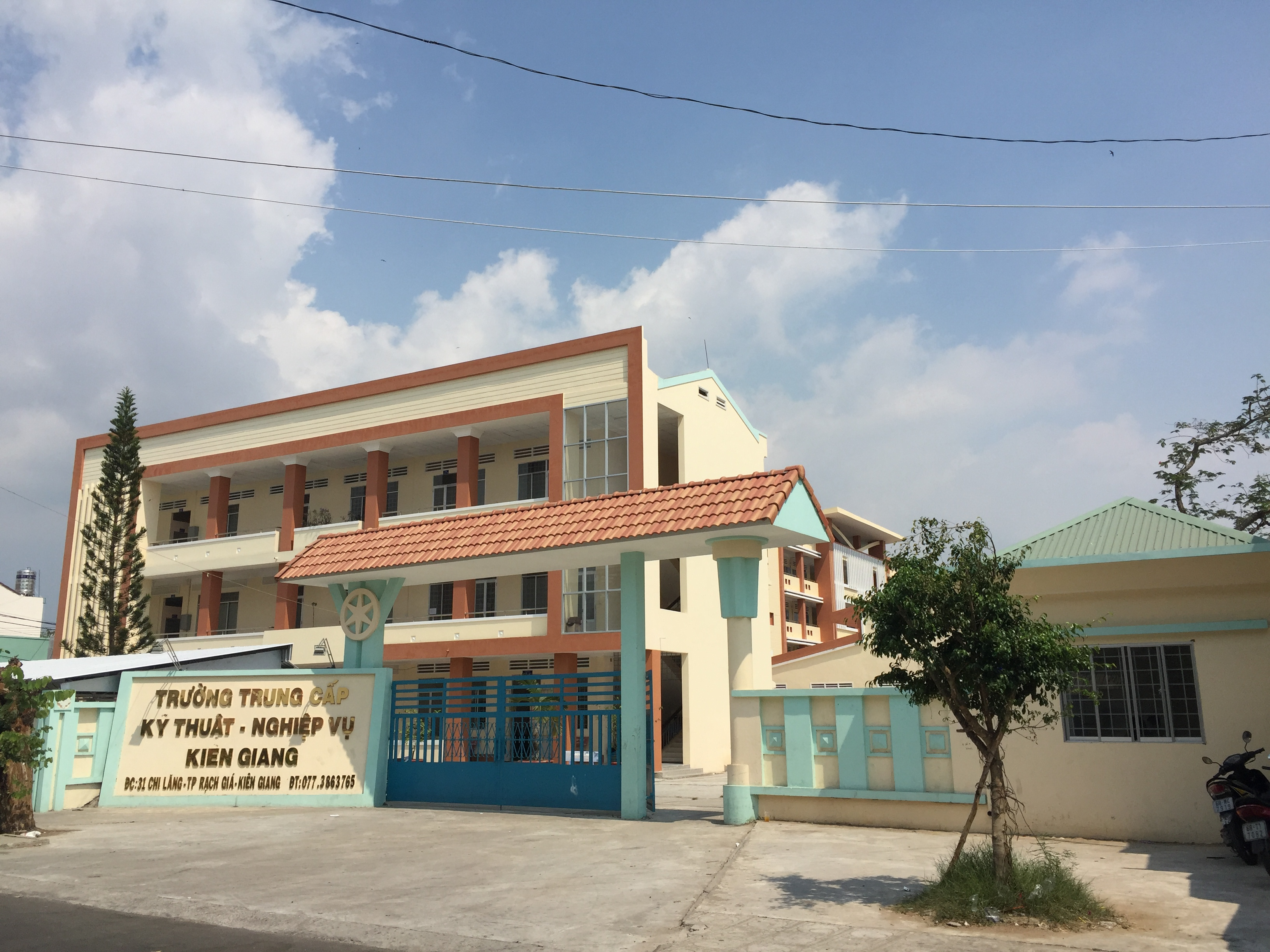
Trường Trung cấp Kỹ thuật - Nghiệp vụ Kiên Giang ở Tp.Rạch Giá

Tính đến năm 2018, toàn tỉnh Kiên Giang có 485 trường học ở các cấp phổ thông, trong đó có 43 trường THPT, 167 trường THCS và 275 trường tiểu học, ngoài ra còn có 236 trường mẫu giáo. Với hệ thống trường học như thế, nền giáo dục trong địa bàn Kiên Giang tương đối ổn đinh, góp phần làm giảm thiểu nạn mù chữ trong địa bàn tỉnh. Hiện nay Kiên Giang có 1 trường Đại học và 5 trường Cao đẳng. Danh sách các trường Đại học, Cao đẳng tại Kiên Giang:
- Đại học Kiên Giang (QL61, TT Minh Lương, H Châu Thành, tỉnh Kiên Giang)
- Trường Cao đẳng Y tế Kiên Giang (14 Phạm Ngọc Thạch, P Vĩnh Thanh, TP Rạch Giá, tỉnh Kiên Giang)
- Trường Cao đẳng Nghề Kiên Giang (Nguyễn Trung Trực, P An Hoà, TP Rạch Giá, tỉnh Kiên Giang)
- Cao đẳng Kiên Giang (425 Mạc Cửu, P Vĩnh Thanh, TP Rạch Giá, tỉnh Kiên Giang)
- Cao đẳng Sư phạm Kiên Giang (449 Nguyễn Chí Thanh, P Rạch Sỏi, TP Rạch Giá, tỉnh Kiên Giang)

## Văn hóa

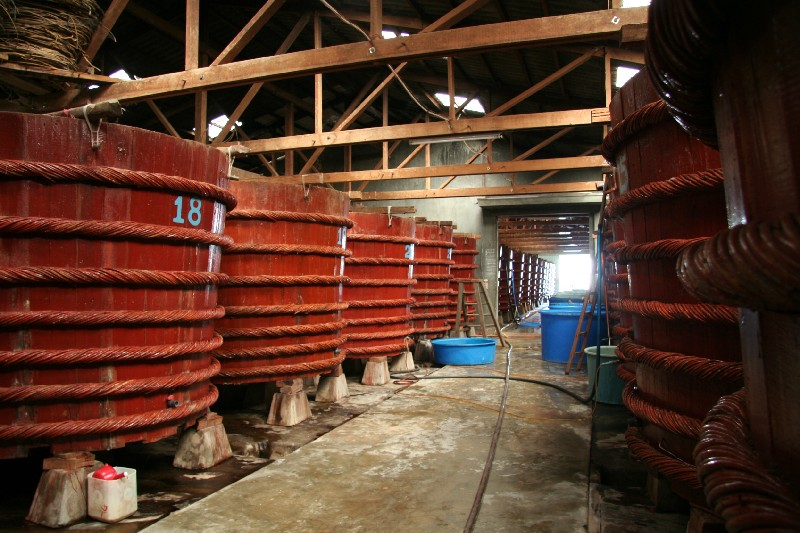
Một cơ sở sản xuất nước mắm tại Phú Quốc

Kiên Giang nằm tận cùng về phía tây nam của Việt Nam, nơi giao thoa văn hóa của nhiều vùng miền cả nước, bản sắc văn hoá tỉnh nhà cũng vì thế mà rất phong phú, đa dạng, thể hiện qua các lĩnh vực văn học, nghệ thuật, ẩm thực, lễ hội, làng nghề truyền thống... Văn hóa ẩm thực ở đây cũng rất phong phú, đa dạng với hàng trăm món ăn các loại với các đặc sản như Cá nhồng, Nước mắm Phú Quốc, Cháo môn, Sò huyết Hà Tiên, Bún cá Kiên Giang...
Hằng năm trên địa bàn tỉnh diễn ra nhiều lễ hội, nhưng đặc sắc nhất là lễ hội anh hùng dân tộc Nguyễn Trung Trực diễn ra vào tháng tháng Tám âm lịch thu hút hàng ngàn lượt khách trong và ngoài tỉnh đến tham gia. các làng nghề truyền thống rất đặc sắc như đan đệm bàng, dệt chiếu Tà Niên, nắn nồi Hòn Đất, làm hàng thủ công mỹ nghệ bằng đồi mồi, làm huyền phách ở Hà Tiên...
Du lịch Kiên giang tiềm tàng nhiều tài năng chưa được khai thác hoặc khai thác chưa đúng mức.

## Du lịch

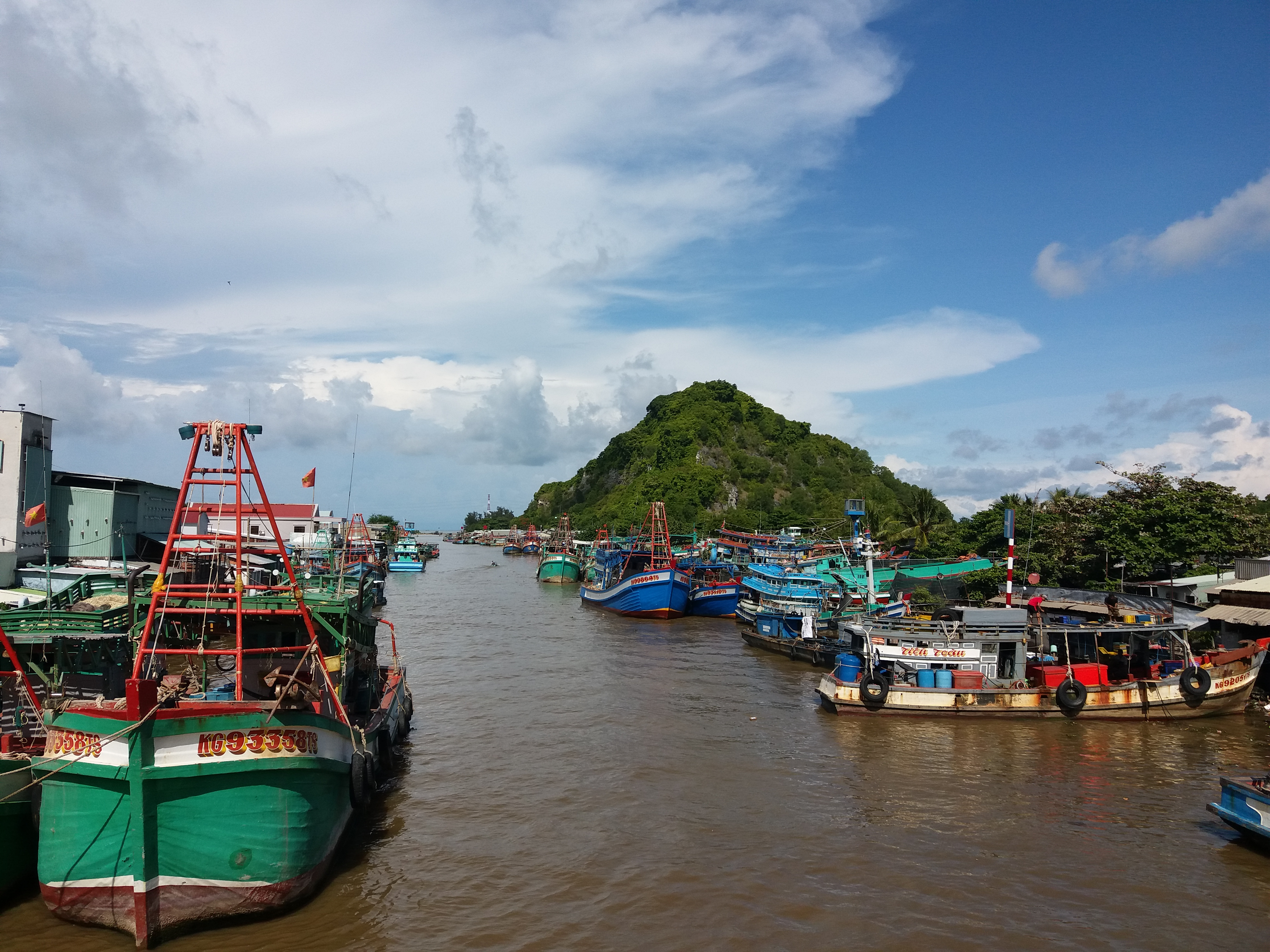
Đỉnh núi Ba Hòn tại thị trấn Kiên Lương.

- Khu dự trữ sinh quyển ven biển và biển đảo Kiên Giang đã được UNESCO công nhận là khu dự trữ sinh quyển thế giới vào tháng 10/2006[44]. Khu DTSQ Kiên Giang chứa đựng sự phong phú, đa dạng và đặc sắc về cảnh quan và hệ sinh thái như rừng tràm trên đất ngập nước, rừng trên núi đá, hệ sinh thái biển mà trong đó tiêu biểu là thảm cỏ biển gắn liền với loài động vật quý hiếm là bò biển. Khu DTSQ Kiên Giang trùm lên địa phận Phú Quốc, An Minh, Vĩnh Thuận, Kiên Lương và Kiên Hải, có ba vùng lõi thuộc các Vườn quốc gia U Minh Thượng, VQG Phú Quốc, và Rừng phòng hộ ven biển Kiên Lương - Kiên Hải.
- Thắng cảnh chùa Hang (Kiên Lương) với hòn Phụ Tử nổi tiếng. Tháng 8 năm 2006, một bên của hòn Phụ Tử (hòn Phụ) đã bị đổ xuống biển. Nguyên nhân ban đầu được xác định là do những tác động tự nhiên của gió, sóng và nước biển. Hiện nay các ngành chức năng ở địa phương đang họp bàn về cách phục dựng.
- Thạch Động: Cách biên giới Campuchia chưa được 3 km đường chim bay, từ xa hình giống như nón của người lính kỵ binh Anh thời xưa. Được hình thành từ đá vôi bị xâm thực, bên trong Thạch Động đủ rộng để du khách có thể viếng chùa, ngắm nhìn biên giới bên tay gió biển thổi lộng vào (xem thêm Hà Tiên thập vịnh).
- Đảo Phú Quốc, hòn đảo lớn nhất Việt Nam, là hòn đảo ngọc hiện đang được chú ý bởi những ai thích vẻ hoang sơ của nó. Hiện nay tốc độ tăng trưởng du lịch của Phú Quốc được coi như là cao nhất với mức tăng luôn từ 100% trở lên so với năm trước đó.